# Дринак
45°05′ пн. ш. 14°52′ сх. д. / 45.09° пн. ш. 14.87° сх. д.
Дринак (хорв. Drinak) — населений пункт у Хорватії, у Приморсько-Горанській жупанії у складі міста Новий Винодольський.

## Населення
Населення за даними перепису 2011 року становило 8 осіб.
Динаміка чисельності населення поселення:

## Клімат
Середня річна температура становить 12,19 °C, середня максимальна – 25,00 °C, а середня мінімальна – -0,40 °C. Середня річна кількість опадів – 1268 мм.
| Клімат поселення                              | Клімат поселення | Клімат поселення | Клімат поселення | Клімат поселення | Клімат поселення | Клімат поселення | Клімат поселення | Клімат поселення | Клімат поселення | Клімат поселення | Клімат поселення | Клімат поселення | Клімат поселення |
| Показник                                      | Січ.             | Лют.             | Бер.             | Квіт.            | Трав.            | Черв.            | Лип.             | Серп.            | Вер.             | Жовт.            | Лист.            | Груд.            |                  |
| Середній максимум, °C                         | 8,56             | 8,71             | 11,04            | 14,85            | 19,73            | 24,03            | 25,00            | 24,25            | 20,17            | 15,84            | 11,40            | 8,47             |                  |
| Середня температура, °C                       | 4,07             | 4,22             | 6,56             | 10,35            | 15,25            | 19,55            | 21,85            | 21,12            | 17,03            | 12,71            | 8,24             | 5,32             |                  |
| Середній мінімум, °C                          | −0,4             | −0,25            | 2,06             | 5,86             | 10,77            | 15,06            | 18,72            | 17,96            | 13,89            | 9,58             | 5,12             | 2,19             |                  |
| Норма опадів, мм                              | 91               | 82               | 87               | 94               | 92               | 100              | 64               | 83               | 139              | 156              | 158              | 122              |                  |
| Середньомісячна швидкість вітру, м/с          | 3.09             | 3.19             | 3.26             | 3.04             | 2.76             | 2.60             | 2.59             | 2.61             | 2.76             | 3.00             | 3.36             | 3.36             |                  |
| Середньомісячна сонячна радіація, кДж/м²·день | 4408             | 7163             | 10526            | 15056            | 19356            | 21014            | 22624            | 19358            | 14166            | 9171             | 4818             | 3726             |                  |
| --------------------------------------------- | ---------------- | ---------------- | ---------------- | ---------------- | ---------------- | ---------------- | ---------------- | ---------------- | ---------------- | ---------------- | ---------------- | ---------------- | ---------------- |
| Джерело:                                      |                  |                  |                  |                  |                  |                  |                  |                  |                  |                  |                  |                  |                  |